# غاريقون صمغي
غاريقون صمغي (الاسم العلمي: Agaricus glutinosus ) هو نوع الفطريات يتبع جنس الغاريقون من الفصيلة الغاريقونية.